# Oleksandra Matviichuk
Oleksandra Vyacheslavivna Matviichuk (en ucraniano: Олександра В’ячеславівна Матвійчук; Boyarka, Unión Soviética, 8 de octubre de 1983) es una abogada ucraniana defensora los de derechos humanos y líder de la sociedad civil, reside en la ciudad de  Kiev. Dirige la organización sin fines de lucro Center for Civil Liberties, la organización  recibió el Premio Nobel de la Paz en 2022, y es una activista en favor de las reformas democráticas en su país y en la región de la OSCE.Desde octubre de 2022, es Vicepresidenta de la Federación Internacional de Derechos Humanos (FIDH).

## Educación
Oleksandra Matviichuk asistió a la Universidad Nacional Taras Shevchenko de Kiev y se graduó en 2007 cuando obtuvo un LL. M. En 2017  se convirtió en la primera mujer en participar en el Programa de Líderes Emergentes de Ucrania de la Universidad de Stanford.

## Trayectoria
Matviichuk comenzó a trabajar para la organización sin fines de lucro Center for Civil Liberties en 2007.
En 2012, Matviichuk se convirtió en miembro del Consejo Asesor del Comisionado de Derechos Humanos del parlamento nacional de Ucrania ( Verkhovna Rada ).
Tras la violenta represión de las manifestaciones pacíficas en la Plaza de la Independencia de Kiev el 30 de noviembre de 2013, coordinó el uk iniciativa cívica. El objetivo de Euromaidan SOS era brindar asistencia legal a las víctimas de Euromaidan en Kiev y otras ciudades ucranianas, así como recopilar y analizar información para proteger a los manifestantes y brindar evaluaciones provisionales de la situación. Desde entonces, Matviichuk ha realizado múltiples campañas de movilización internacional para la liberación de presos de conciencia, como la campaña #letmypeoplego y la acción global #Save OlegSentsov para la liberación de personas encarceladas ilegalmente en Rusia y Crimea y Donbas ocupados. Es autora de una serie de informes para varios organismos de la ONU, el Consejo de Europa, la Unión Europea, la OSCE y varias presentaciones ante la Corte Penal Internacional en La Haya.
El 4 de junio de 2021, Matviichuk fue nominada para pertenecer al Comité de las Naciones Unidas contra la Tortura e hizo historia como la primera candidata de Ucrania a un órgano de la ONU. Se postuló en una plataforma contra el uso de la violencia a las mujeres en los conflictos.
Entre la Revolución de la Dignidad y 2022, se centró en la documentación de crímenes de guerra durante la Guerra en Donbas. Al reunirse con el entonces vicepresidente de los Estados Unidos, Joe Biden, en 2014, abogó por pedir más apoyo armamentístico para ayudar a poner fin a la guerra.
Después de la invasión rusa de Ucrania en 2022, Matviichuk ha aparecido en varios medios internacionales para representar a la sociedad civil ucraniana, particularmente en relación con temas relacionados con los desplazados internos y el tema de los crímenes de guerra, así como otros temas de derechos humanos. Según Foreign Policy, abogó por la creación de un 'tribunal híbrido' especial para investigar los crímenes de guerra y las violaciones de los derechos humanos debido a la gran cantidad de problemas.

## Premios y reconocimientos

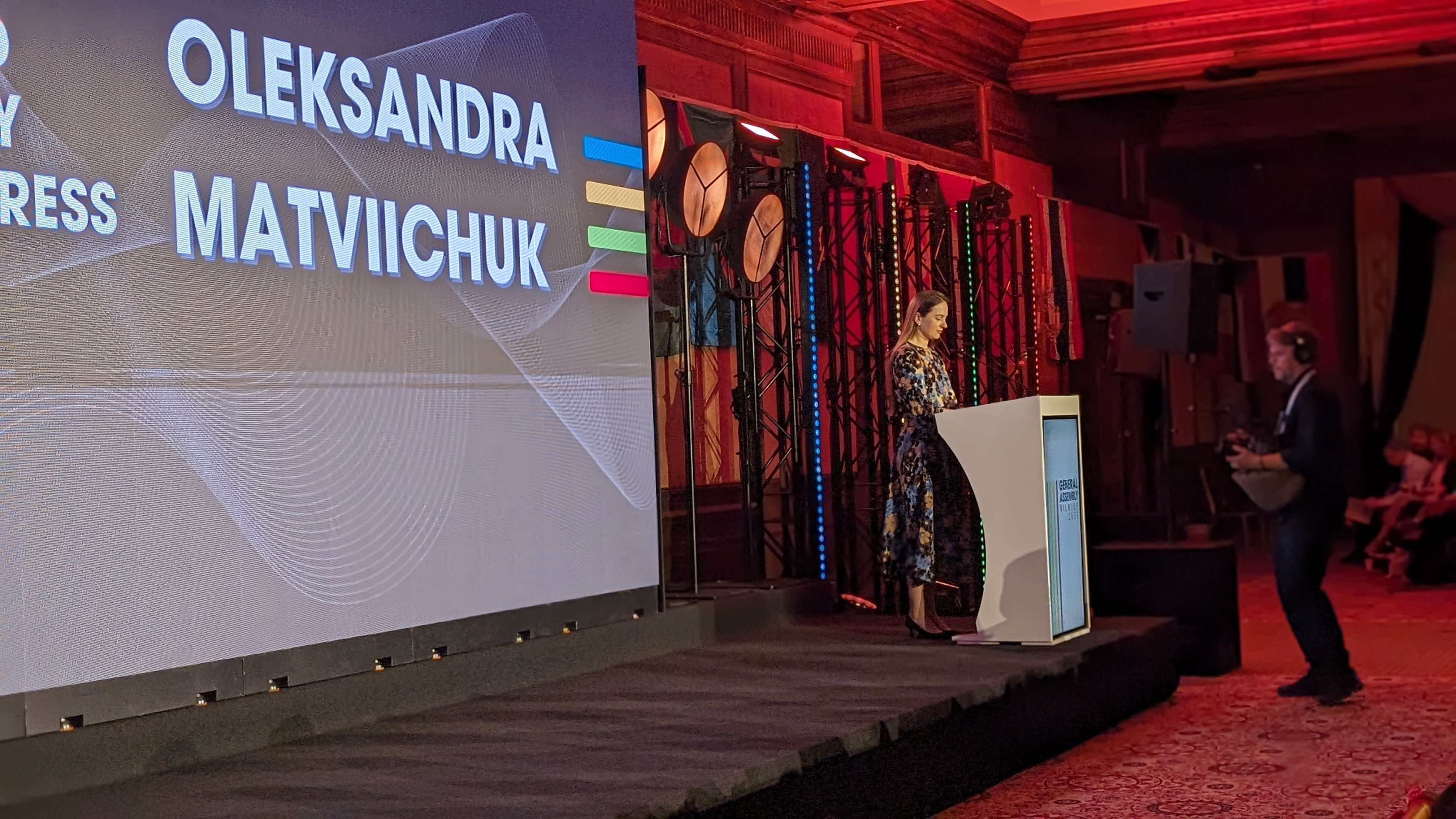
Oleksandra Matviichuk talking

En 2007, Oleksandra Matviichuk recibió el Premio Vasyl Stus por "logros sobresalientes en este campo, posición cívica clara y presencia activa en el espacio cultural ucraniano". Es la ganadora más joven en la historia del premio. 
En 2015, Matviichuk se convirtió en laureado del 'Premio Lindebrække a la democracia y los derechos humanos' de Noruega. El presidente del jurado y exministro de Relaciones Exteriores de Noruega, Jan Petersen, motivó su selección: 'Es importante apoyar y honrar a quienes participaron en el movimiento democrático de Ucrania. Aquellos que trabajaron día y noche, defendiendo un desarrollo democrático en Ucrania, y luego investigando los crímenes que tuvieron lugar en Maidan. El ganador de este año del Premio Sjur Lindebrække por los Derechos Humanos de la Democracia es una de esas voces”. El 24 de febrero de 2016, 16 delegaciones de la OSCE reconocieron a Matviychuk con su primer Premio Defensor de la Democracia por 'Contribución exclusiva a la promoción de la democracia y los derechos humanos'. La Embajada de EE. UU. en Ucrania reconoció a Matviichuk como la Mujer de Coraje de Ucrania 2017 por "su dedicación constante y valiente en la defensa de los derechos del pueblo ucraniano".  En septiembre de 2022, Matviichuk y el Centro para las Libertades Civiles (la organización encabezada por Matviichuk) estuvieron entre los galardonados con el Premio Right Livelihood por su trabajo con las instituciones democráticas ucranianas y su búsqueda de responsabilidad por crímenes de guerra. Fue honrada como una de las 100 mujeres de la BBC en diciembre de 2022.
El Centro para las Libertades Civiles recibió el Premio Nobel de la Paz 2022, junto con Ales Bialiatski y la organización rusa Memorial. Este fue el primer Premio Nobel otorgado a un ciudadano u organización ucraniana.
Resumen
- 2022 - Premio Right Livelihood
- 2021 - Candidato de Ucrania al Comité de la ONU contra la Tortura[21]
- 2017 - Premio "Mujer ucraniana de coraje" de la Embajada de los Estados Unidos.[22][23]
- 2016 - Premio al Defensor de la Democracia, Asamblea Parlamentaria de la OSCE[24][25][23]
- 2015 - "Premio Sjur Lindebrække para la democracia y los derechos humanos", otorgado por el partido político noruego de centro-derecha Høyre[26]
- 2007 - Premio Vasyl Stus, Centro Ucraniano de PEN International[27]

## Principales publicaciones en inglés
- "La península del miedo: crónicas de ocupación y violación de los derechos humanos en Crimea".[28]
- "El precio de la libertad" - Resumen del informe público de las organizaciones de derechos humanos sobre los crímenes de lesa humanidad cometidos durante el período de Euromaidán.[29]
- "28 rehenes del Kremlin" - Principales violaciones y perspectivas de liberación.[30]

## Entrevistas
En una entrevista del 22 de febrero de 2024, Oleksandra Matviichuk reflexiona sobre cómo la invasión rusa de Ucrania ha transformado su vida y las prioridades en su trabajo, pasando de aplicar la ley para defender derechos humanos a una lucha constante contra la violación de los mismos, en un contexto donde la ley internacional no funciona adecuadamente. Relata las difíciles condiciones de vida bajo una guerra a gran escala, donde la normalidad se ve destruida y la incertidumbre reina. A pesar de ello, destaca el valor humano que emerge en tiempos de adversidad, como el coraje de los niños ucranianos que resisten la ocupación rusa. En su perspectiva, la lucha no solo es contra una invasión, sino contra un sistema autoritario que amenaza los valores democráticos y los derechos humanos a nivel global. Sostiene que la libertad es frágil y se gana todos los días, y que la respuesta ante la agresión rusa debe ser una acción activa tanto a nivel individual como colectivo, ya que el apoyo internacional ha sido crucial para la resistencia ucraniana. En resumen, Matviichuk subraya la importancia de no rendirse ante la opresión y el poder de la solidaridad global en tiempos de crisis, mientras advierte sobre los peligros del autoritarismo y la decadencia del sistema internacional de paz y seguridad.